# Monanthes hybrida
Monanthes hybrida är en fetbladsväxtart som beskrevs av David Bramwell och Rowley. Monanthes hybrida ingår i släktet Monanthes och familjen fetbladsväxter. Inga underarter finns listade i Catalogue of Life.